# Foro di Teodosio

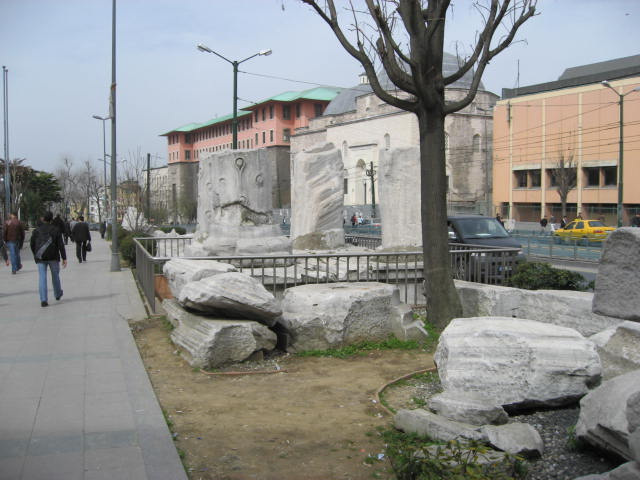
Rovine del Foro di Teodosio nella moderna piazza Beyazit

Il Foro di Teodosio (in greco φόρος Θεοδοσίου?) era un foro di Costantinopoli, posto lungo la centrale via Mese, a circa 500 metri dal Foro di Costantino, e corrispondente all'attuale piazza Beyazit di Istanbul.
Fu originariamente costruito per volere dell'imperatore Costantino I, che lo chiamò Forum Tauri («Foro del Toro»), ma a partire dal 384 fu ricostruito per volere dell'imperatore Teodosio I sul modello del Foro di Traiano a Roma; a seguito dei lavori, che inclusero l'edificazione di chiese, terme, portici attorno al foro e l'erezione di una colonna trionfale al suo centro, il Forum Tauri fu ri-dedicato a Teodosio nel 393.
Alla metà dell'VIII secolo, durante il regno dell'imperatore Costantino V, il foro fu convertito in un mercato del bestiame; fu probabilmente in questa occasione che fu eretto un muro meridionale parallelo alla via Mese.

## Monumenti pertinenti al foro
Il foro era arricchito da numerosi monumenti ed edifici; ospitò anche il palazzo imperiale di Leone I. In occasione del terremoto del 447, molte statue caddero, e danni furono subiti anche da un edificio vasto, probabilmente una delle basiliche.
Nel 394 fu dedicata a Teodosio una statua equestre, posta al centro del foro, sulla cui base erano incisi dei versi che facevano riferimento all'aspetto solare della regalità:

### Colonna di Teodosio

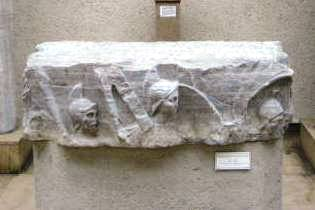
Resti del rilievo della colonna di Teodosio, eretta al centro del foro

Al centro del foro si trovava la colonna di Teodosio, una colonna coclide eretta nel 386 in onore dell'imperatore Teodosio I. Questa colonna e la sua collocazione richiamavano la Colonna traiana posta nel Foro di Traiano a Roma; Teodosio, spagnolo come Traiano, scelse di richiamarsi al modello del vittorioso imperatore del II secolo e di riprodurre i monumenti di Roma a Costantinopoli, la Nuova Roma. Era ai piedi di questa colonna che si teneva la cerimonia di accoglienza degli ambasciatori stranieri e che l'imperatore era ricevuto in occasione del suo ritorno da Occidente.
Il fusto della colonna era decorato con rilievi celebranti la vittoria dell'imperatore sui barbari, mentre una statua di Teodosio era presente sulla sommità. All'interno della colonna era ricavata una scala a chiocciola che permetteva ai visitatori di raggiungere la sommità della colonna stessa, dove, in epoca bizantina, viveva un monaco stilita.
Rimasta illesa in occasione del terremoto del 447, nel 478 fu colpita da un terremoto ancora più forte; in quella occasione due supporti della statua di Teodosio cedettero, causando il crollo del simulacro, ma la colonna rimase intatta. La colonna rimase senza statua fino al 506, quando Giovanni Paflagonio restaurò tutte le statue di Costantino della città ed eresse una statua di Anastasio I sulla sommità della colonna di Teodosio, al posto di quella dell'imperatore.
La colonna rimase in piedi fino alla fine del XV secolo, e alcuni suoi pezzi furono utilizzati per la costruzione delle terme di Patrona Halil.

### Arco trionfale

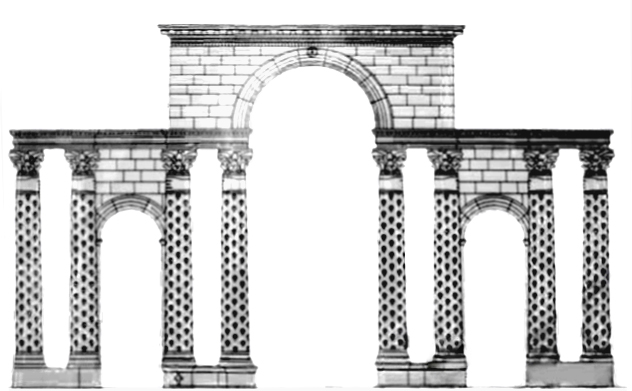
Ricostruzione dell'arco trionfale del foro, secondo Rudolf Naumann

Sul lato del foro fu eretto un arco trionfale in marmo proveniente dall'isola di Marmara. Questo arco trionfale era molto largo, a tre fornici, dei quali quello centrale era più largo e alto. I fornici erano separati e affiancati da otto colonne per lato, decorate in maniera tale da richiamare il bastone di Ercole. Costruito secondo il modello degli archi trionfali di Roma, era sormontato da una statua di Teodosio, orientata verso Occidente, e da quella di suo figlio Arcadio, voltata verso Oriente.
L'arco trionfale fu costruito a cavallo della via Mese, la strada principale di Costantinopoli, che partiva da Hagia Sophia e raggiungeva la Tracia e i Balcani, e costituiva uno dei due accessi al foro.
L'arco, oltre al resto del foro, fu gravemente danneggiato dal terremoto del 19 ottobre 558, in occasione del quale la statua di Arcadio cadde al suolo. L'arco fu distrutto dal terremoto del 740. Una delle colonne fu riutilizzata nella Basilica-Cisterna (Yerebatan Sarayı), mentre un'altra è conservata all'esterno dei Musei archeologici di Istanbul.

### Basiliche

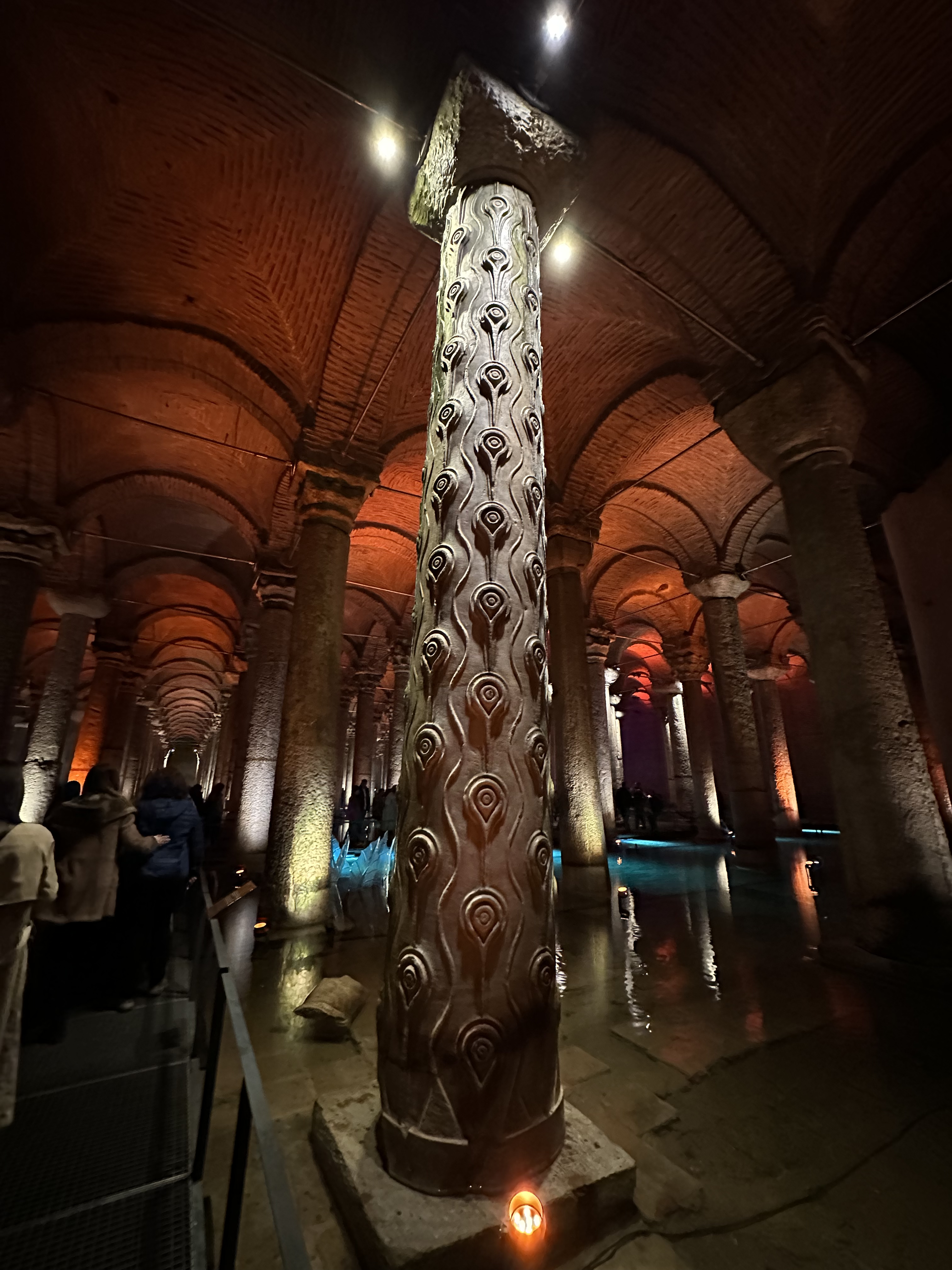
Resti di una delle colonne dell'arco trionfale, riutilizzata nella Basilica Cisterna.

Gli scavi delle fondamenta della Facoltà di Lettere e Scienze dell'Università di Istanbul hanno portato alla luce i resti di tre basiliche pertinenti al foro. I loro nomi sono sconosciuti, e sono dunque note come basiliche 'A', 'B' e 'C'.
La basilica 'A' è l'unica basilica di epoca giustinianea di cui si conosca la pianta. È caratterizzata da diverse caratteristiche peculiari. Lo spazio centrale era quasi quadrato, con due corti laterali. Il nartece sul lato occidentale era in comunicazione con le due corti. I capitelli ricordano quelli di Hagia Sophia, un altro edificio eretto da Giustiniano. Lo spazio tra le colonne che dividevano la basilica in navate erano chiusi da balaustre. L'ambone della basilica 'A' è l'unico preservatosi dell'epoca, ed è conservato nel giardino di Hagia Sophia.